# 坎培拉博物館暨美術館
坎培拉博物館暨美術館（Canberra Museum and Gallery），成立於1998年，位於澳洲首都特區坎培拉的市中心商業區，座落在澳洲國立大學（ANU）的東側。此館的營運經費主要來自澳洲特區政府（ACT）。免費開放民眾參觀。

## 外部連結
- 坎培拉博物館暨美術館 http://www.museumsandgalleries.act.gov.au/（页面存档备份，存于）